# Бежвенна-Длуґа
Бежвенна-Длуґа (пол. Bierzwienna Długa) — село в Польщі, у гміні Клодава Кольського повіту Великопольського воєводства.
Населення — 356 осіб (2011).
У 1975-1998 роках село належало до Конінського воєводства.

## Демографія
Демографічна структура станом на 31 березня 2011 року:
|          | Загалом | Допрацездатний вік | Працездатний вік | Постпрацездатний вік |
| -------- | ------- | ------------------ | ---------------- | -------------------- |
| Чоловіки | 182     | 34                 | 127              | 21                   |
| Жінки    | 174     | 36                 | 100              | 38                   |
| Разом    | 356     | 70                 | 227              | 59                   |